# Roeststekelstaart
De roeststekelstaart (Synallaxis unirufa) is een zangvogel uit de familie Furnariidae (ovenvogels).

## Verspreiding en leefgebied
Deze soort komt voor van noordwestelijk Venezuela tot centraal Peru en telt vier ondersoorten:
- S. u. munoztebari: Serranía del Perijá (noordoostelijk Colombia en noordwestelijk Venezuela).
- S. u. meridiana: de oostelijke Andes van Colombia en de Andes van westelijk Venezuela.
- S. u. unirufa: de Andes van Colombia en oostelijk Ecuador.
- S. u. ochrogaster: de Andes van Peru.

## Status
De grootte van de populatie is niet gekwantificeerd maar de soort wordt omschreven als vrij algemeen. Op de Rode lijst van de IUCN heeft deze soort de status niet bedreigd.